# سو یون بوک
سو یون بوک (۹ ژانویه ۱۹۲۳ – ۲۷ ژوئن ۲۰۱۷)  یک دوندهٔ ماراتن اهل کرهٔ جنوبی بود که بیشتر به خاطر برد در ماراتن ۱۹۴۷ بوستون شناخته می‌شود. 
او با مربیگری سون کی چانگ، برندهٔ کره‌ای ماراتن المپیک ۱۹۳۶ برلین، با بهترین زمان جهان ۲:۲۵:۳۹ برندهٔ مسابقه شد. مشارکت او در ماراتن بوستون با کمک‌های مالی نیروهای نظامی ایالات متحده در کره تامین شد. برد او اولین باری بود که بهترین مسابقهٔ ماراتن مردان جهان در ماراتن بوستون برگزار شد.
در سال ۱۹۴۸، یک سال پس از قهرمانی در بوستون، سو در بازی‌های المپیک تابستانی ۱۹۴۸ لندن در ماراتن شرکت کرد. او در سال ۱۹۴۹ بازنشسته شد.